# Bol'šaja Pula
La Bol'šaja Pula (in russo Большая Пула?) è un fiume della Russia europea settentrionale, affluente di destra della Sula. Scorre nel Circondario autonomo dei Nenec.
Il fiume ha origine nella parte settentrionale dei monti Timani. Il canale è piuttosto tortuoso, cambia più volte direzione e scorre attraverso l'area disabitata della foresta-tundra. Sfocia nella Sula a 116 km dalla foce. Ha una lunghezza di 172 km; l'area del suo bacino è di 1 560 km².